# Textilfabrik Elbers
Die Textilfabrik Elbers war ein Unternehmen in Hagen, das von 1822 bis 1932 bestand. Im Zentrum Hagens gelegen war das Firmengelände der Baumwolltextilfabrik für die wirtschaftliche Entwicklung der Stadt von großer Bedeutung.
Bereits in der Mitte des 19. Jahrhunderts widmete sich das Unternehmen der Wohnungsfürsorge für ihre Werksangehörigen. Die 1906 von Richard Riemerschmid entworfene Textilarbeitersiedlung Walddorfstraße ist ein Zeugnis dieses Werkswohnungsbaus.

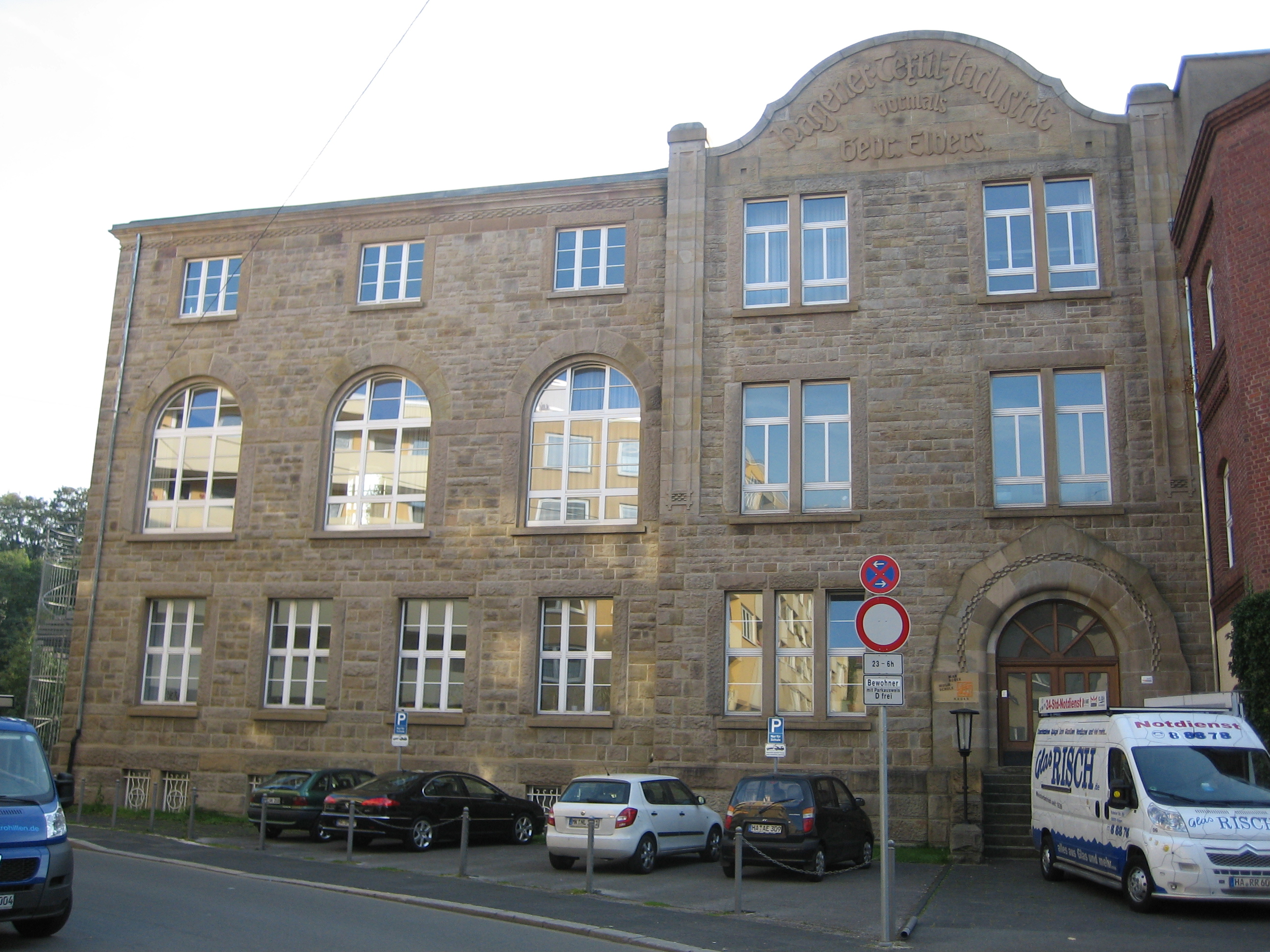
Verwaltungsgebäude (1905–1906), Dödter Straße 10, unter Denkmalschutz

Im Jahre 1996 musste die Gesellschaft für Elbersdrucke als letztes Nachfolgeunternehmen und als letzter Großbetrieb in der Hagener Innenstadt den Betrieb schließen.

## Unternehmensgeschichte

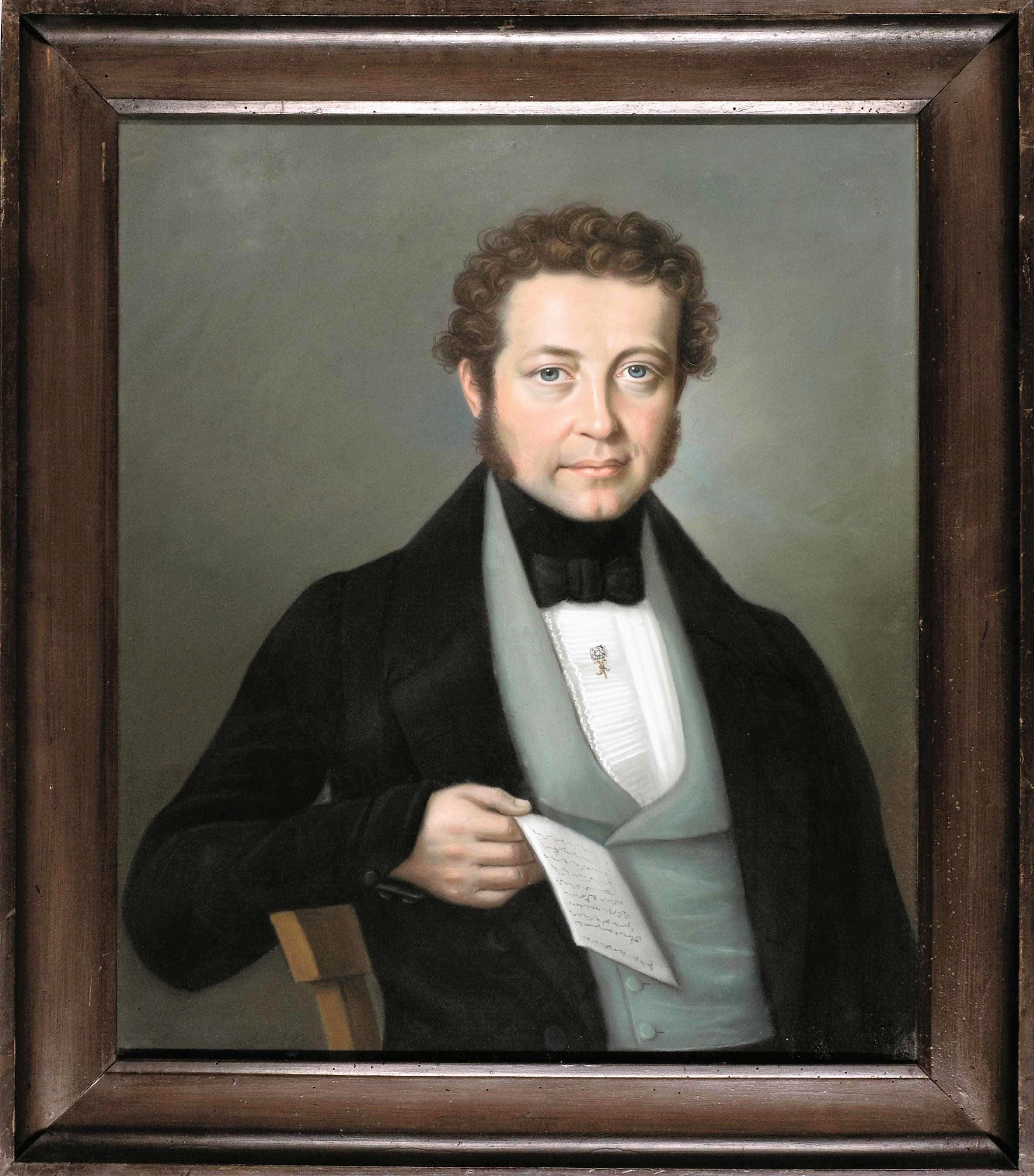
Carl Johann II. Elbers (1795–1853), Gemälde um 1830

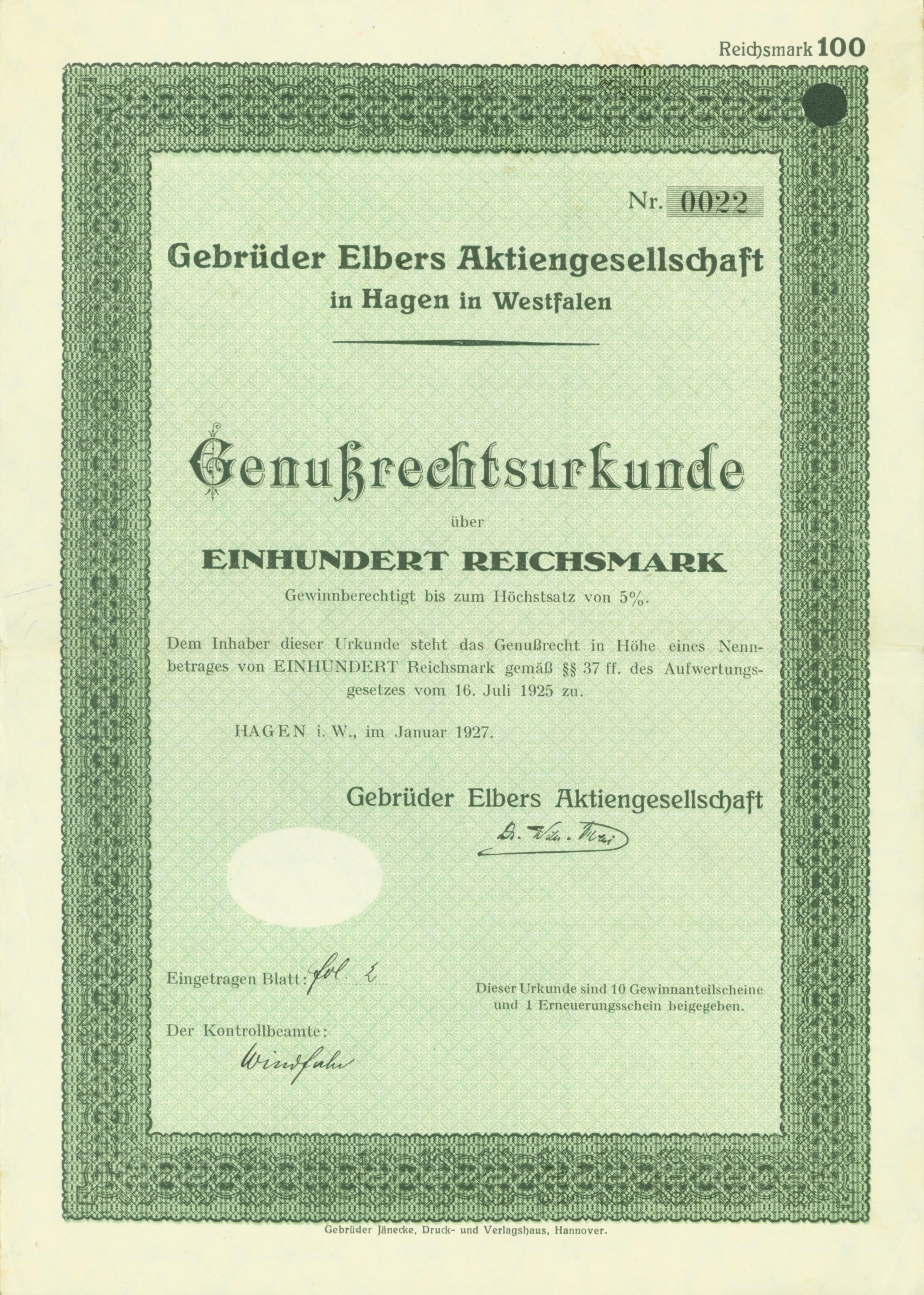
Genussschein der Gebrüder Elbers AG vom Januar 1927

Die Textilfabrik der Gebrüder Elbers wurde 1822 als Textildruckerei und -färberei gegründet. Die Stoffherstellung begann mit der Angliederung von Spinnerei und Weberei in den 1860er Jahren. Im Herbst 1895 wurde das Familienunternehmen zur Aufnahme fremden Kapitals in eine Aktiengesellschaft umgewandelt, die Firma lautete zunächst Hagener Textil-Industrie vormals Gebr. Elbers. 1920 rückte der renommierte Familienname durch Umbenennung in Gebr. Elbers AG wieder in den Vordergrund.
Die Produktionsanlagen wurden 1898 auf elektrischen Antrieb umgestellt. Ein wichtiger Faktor für den weiteren Ausbau der Anlagen war 1905 ein umfangreicher Grundstückstausch mit der Stadt Hagen, durch den erst ein einheitliches, zusammenhängendes Fabrikgelände entstand, das verschiedene Neubauten ermöglichte. 1914 beschäftigte das Unternehmen rund 750 Arbeiter, die mit etwa 6500 Ringspindeln, 620 Webstühlen und 15 Druckmaschinen produzierten.
Das Aktienkapital betrug 1895 3,7 Millionen Mark. 1905 und 1909 wurde es bis auf 5 Millionen Mark erhöht, in der Schlussphase der Inflation 1923 schließlich auf 10 Millionen Mark verdoppelt. Nach der Währungsstabilisierung erfolgte im Oktober 1924 die Umstellung auf 4 Millionen Goldmark, später auf 3 Millionen Reichsmark.
Noch Mitte der 1920er Jahre war mit Wilhelm Elbers ein Familienangehöriger Vorstandsmitglied. Im Aufsichtsrat waren zu dieser Zeit auch Mitglieder anderer Hagener Industriellenfamilien wie Eicken, Altenloh und Harkort vertreten. Das Unternehmen stand in geschäftlichen Beziehungen zum A. Schaaffhausen’schen Bankverein (Köln) und zur Disconto-Gesellschaft (Filiale Essen), die 1929 im Rahmen einer größeren Bankenfusion miteinander verschmolzen.
Gegen Ende der 1920er Jahre wurde der Osnabrücker Hammersen-Konzern – vertreten durch seine Holdinggesellschaft Deutsche Baumwoll-AG (Debag) – Mehrheitsaktionär der Gebr. Elbers AG. In der Weltwirtschaftskrise geriet das Unternehmen in große Schwierigkeiten. 1930 führte der Hammersen-Konzern umfangreiche Sanierungsmaßnahmen durch, die jedoch letztlich erfolglos blieben. Im August 1931 stellte die Gebr. Elbers AG die Zahlungen ein, legte die Produktion still und entließ die Belegschaft bis auf einen kleinen Teil, der die Fabrikanlagen beaufsichtigte und betriebsfähig bzw. verkaufsfähig erhielt. Ein am 21. Oktober 1931 eröffnetes Vergleichsverfahren konnte nach rund zwei Monaten beendet werden und mündete in die Liquidation. Bis Oktober 1932 erhielten die Gläubiger rund 40 % ihrer Forderungen.
Das Fabrikgelände ging im Dezember 1931 in das Eigentum der Stadt Hagen über, sie verpachtete es teilweise an das neu gegründete Unternehmen Gesellschaft für Elbersdrucke mbH, das den ökonomisch stabilen Elbers-Produktionszweig der Stoffdruckerei bis 1996 fortführte.

## Gebäude
Die erhaltenen Betriebsgebäude der Textilfabrik Elbers dokumentieren auf engstem Raum ein breites Spektrum der zeittypischen Architektur zwischen 1850 und 1960.
Nachdem bereits im Jahre 2001 das Verwaltungsgebäude an der Dödter Straße in die Denkmalliste der Stadt Hagen eingetragen wurde, sollen auch die übrigen Betriebsgebäude unter Denkmalschutz gestellt werden.
Das 1905–1906 entstandene Verwaltungsgebäude wurde in Anlehnung an die italienische Renaissance erbaut. Der Sitzungssaal jedoch wurde von Henry van de Velde gestaltet. Heute dient das ehemalige Verwaltungsgebäude der Städtischen Musikschule Hagen als Unterkunft.

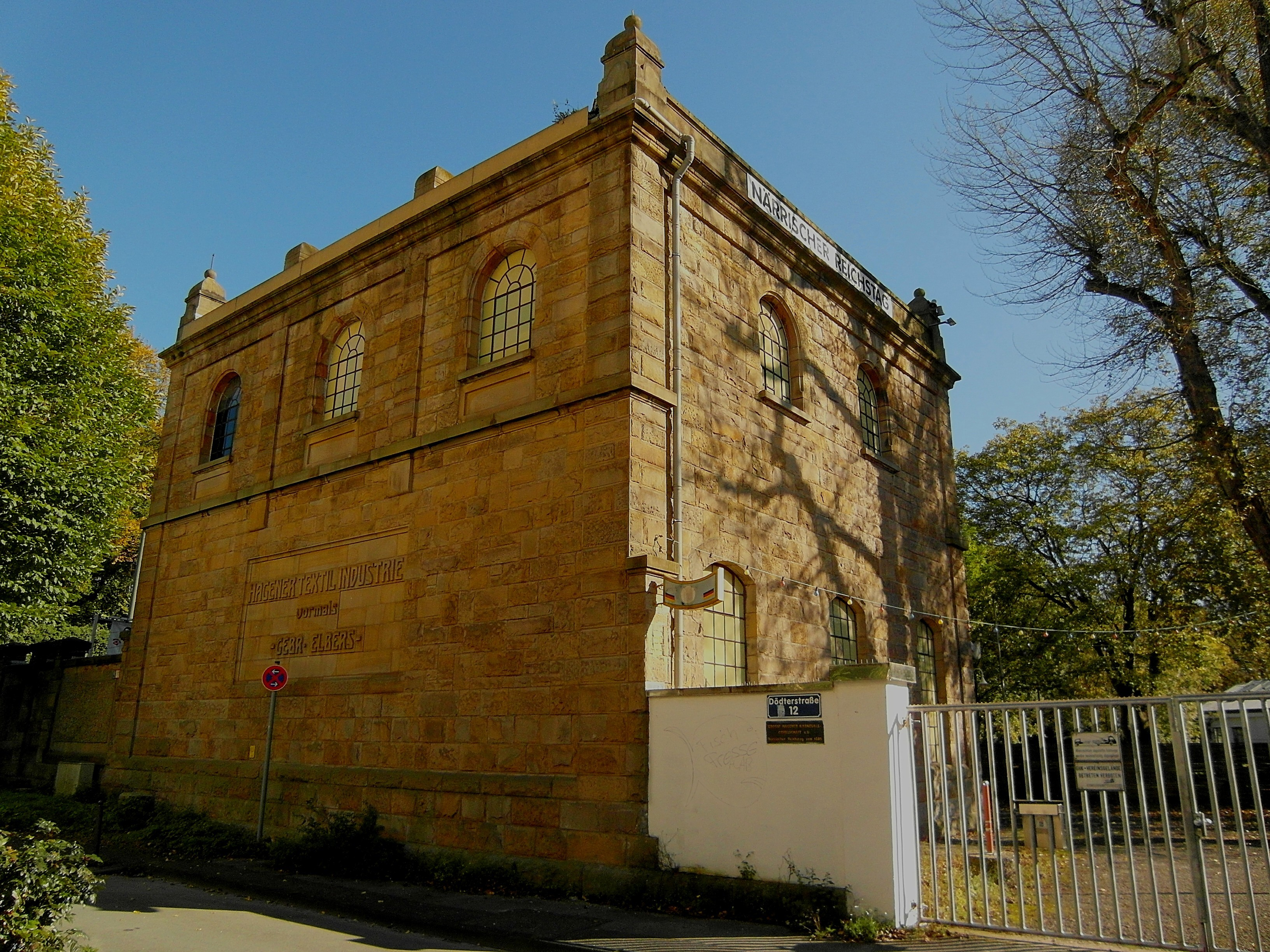
Turbinenhaus (1904–1905), Dödter Straße 12, unter Denkmalschutz

Ebenfalls in Anlehnung an die florentinische Renaissance entstand 1904–1905 das Turbinenhaus an der Volme. Seit dem Umbau 1982 dient es der Großen Hagener Karnevalsgesellschaft als Vereinsheim.
Sehenswert ist das Maschinenhaus der einstigen Weberei und Spinnerei, das in den Jahren 1862 bis 1864 in neugotischer Formensprache errichtet wurde. Der Backsteinbau mit Chor-ähnlichem Abschluss wird aufgrund eines sakralartigen Äußeren auch „Kapelle“ genannt.
Der 1861 errichtete Kamin des Kesselhauses ist einer der ältesten erhaltenen Westfalens und galt mit seinen 85 Metern Höhe lange Zeit als einer der höchsten Schornsteine Deutschlands.

## Heutige Nutzung

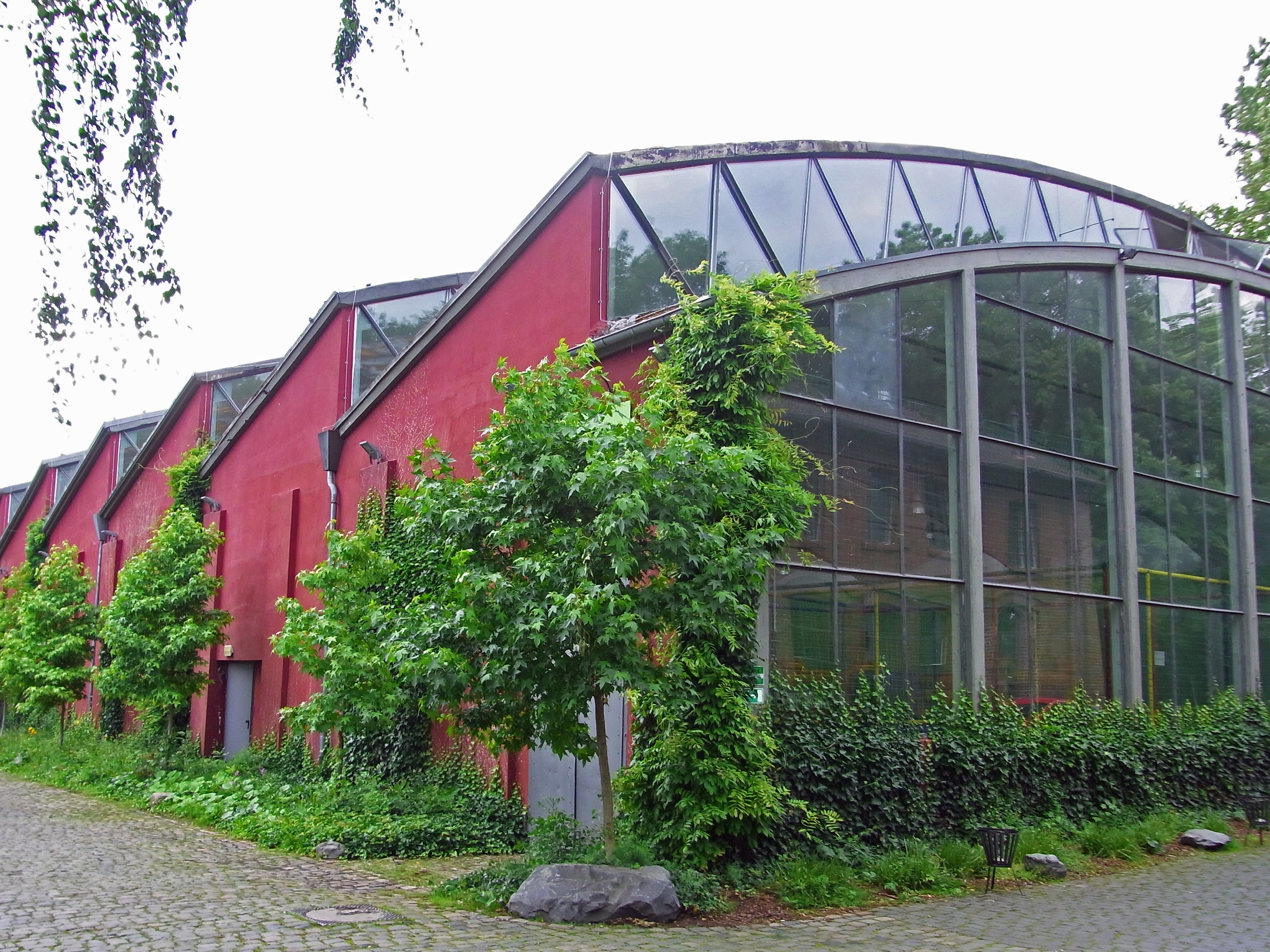
Fabrikhalle der Stoffdruckerei (1956–1957), ab April Trampolinhalle

An diesem Ort entwickelte sich, ausgehend vom Markttreiben fahrender Händler, das Zentrum des sozialen Lebens in Hagen. Bis zu seiner Zerstörung im Zweiten Weltkrieg befand sich hier der soziokulturelle Mittelpunkt der Stadt. Später gewann das Gebiet um das heutige Rathaus durch den Bau zahlreicher Verwaltungsbauten zunehmend an Bedeutung. Diese Entwicklung grenzte damals auch den Fluss Volme aus dem städtischen Kontext aus.
Im Rahmen der Revitalisierung der Elbershallen wurden erste Schritte zur Wiederherstellung der Uferbereiche unternommen. Das Gelände der Elbershallen ist jedoch nicht nur in diesem Zusammenhang als ein wichtiger Baustein im städtischen Gesamtkontext zu sehen. Der Stadt Hagen ist es im Zuge der Revitalisierung bereits gelungen, gemeinsam mit den Investoren und den Betreibern neue, kulturrelevante Institutionen im Sinne einer nachhaltigen Stadtentwicklung zu etablieren und Kultur- und Freizeitfunktionen in der Stadt Hagen zu verknüpfen. Neben temporären Nutzungen wie Konzerten und anderen Veranstaltungen haben sich in den Elbershallen Gastronomien, Kultur- und Freizeitangebote sowie andere Dienstleister wie zum Beispiel Marketingagenturen angesiedelt. Zu ihnen gehören das Theater an der Volme, die Musikschule der Stadt, die Stiftung Bethel.regional inklusive einer Werkstatt, die Großraumdiskothek Capitol, ein Hallenspielplatz und die Trampolinhalle Sprungwerk.